# Ronald Gavril
Ronald Gavril (* 10. Juli 1986 in Bacău, Rumänien) ist ein rumänischer Profiboxer im Supermittelgewicht. Er war 2017 und 2018 jeweils WM-Herausforderer der WBC von David Benavidez.

## Amateurkarriere
Ronald Gavril begann 2002 in Bacău mit dem Boxsport, schaffte den Sprung ins rumänische Nationalteam und boxte als Erwachsener im Mittelgewicht. Er bestritt fast 200 Amateurkämpfe und war mehrmals Rumänischer Meister. Seine größten Erfolge waren jeweils der Gewinn einer Bronzemedaille bei den Kadetten-Weltmeisterschaften 2003 und den EU-Meisterschaften 2005.
Weiters war er unter anderem Teilnehmer der Europameisterschaften 2006, 2008 und 2010, sowie der Weltmeisterschaften 2005, 2007 und 2009.

## Profikarriere
Ronald Gavril bestritt sein Profidebüt im Dezember 2011 in den Vereinigten Staaten und wurde dort im März 2013 von Floyd Mayweather Jr. und dessen Promotionsfirma Mayweather Promotions unter Vertrag genommen, nachdem er sich beim Sparring im Mayweather Boxing Club in Las Vegas unter Beweis gestellt hatte. Sein Trainer wurde Eddie Mustafa Muhammad.
Bis Mitte 2017 gewann er 18 von 19 Kämpfen, davon 14 vorzeitig, wobei 12 seiner besiegten Gegner eine positive Kampfbilanz vorweisen konnten. Seine bis dahin einzige Niederlage hatte er im März 2015 nach Punkten gegen Elvin Ayala erlitten, einem ehemaligen WM-Herausforderer von IBF-Weltmeister Arthur Abraham. Im Oktober 2016 war Gavril mit einem Sieg gegen Christopher Brooker Nordamerika-Meister der NABF im Supermittelgewicht geworden.
Als Nummer 6 der WBC-Weltrangliste der Herausforderer, konnte Gavril am 8. September 2017 gegen den von der WBC auf Platz 4 gereihten David Benavidez um den im Januar 2017 von Badou Jack niedergelegten und dadurch vakanten WBC-Weltmeistertitel im Supermittelgewicht boxen und verlor dabei durch geteilte Entscheidung nach Punkten (117:111 und 116:111 für Benavidez, 116:111 für Gavril). Im direkten Rückkampf gegen Benavidez am 17. Februar 2018 verlor Gavril einstimmig nach Punkten (2x 120:108, 119:109).